# Beaphar
Beaphar (повна назва Beaphar Nederland B.V.)  — нідерландська ветеринарна фармацевтична компанія, яка спеціалізується на виробництві товарів для домашніх тварин. Заснована у 1943 році Бернардом Аа і нині залишається сімейним підприємством. Головний офіс розташовується у Геделі (провінція Гелдерланд).
Асортимент компанії налічує понад 800 найменувань продукції для домашніх тварин і включає: лікарські препарати, засоби від бліх і гельмінтів, засоби з догляду за шерстю, засоби для профілактики захворювань очей та порожнини рота, антибіотики та вітамінні препарати. 
Продукція Beaphar представлена у 86 країнах світу через мережу офіційних дистриб'юторів, а також через власну мережу офісів в Великій Британії, Польщі, Бельгії, Нідерландах, Німеччині, Чехії і Гонконзі.

## Історія
Компанія Beaphar була заснована Бернардом Аа у 1943 році у роки Другої світової війни. Назва компанії походить від її засновника Beaphar = BErnard Aa PHARmaceuticals. Сам Бернард Аа зазнав сильно вплинув свого діда, який був млинарем і дуже любив домашніх тварин, що послужило розвитку напряму гомеопатичних засобів для собак і кішок.
У 1950-х—1970-х роках Beaphar почала виробництво першого ветеринарного продукту Staupecid, після чого випускалися інші ветеринарні препарати. У 1974 році була розширена сфера діяльності компанії, вона почала спеціалізуватись на мінеральних продуктах для собак і кішок та кормах для птахів. Тоді ж син засновника Генк Дж. Аа відкрив свій перший філіал за межами території Нідерландів — Beaphar GmbH в Німеччині. У 1979 році компанія продовжила розширення: був створений власна науково-дослідна лабораторія.
У 1993 році після восьми років досліджень Beaphar отримала дозвіл на виробництво і реалізацію інсектоакаріцидних крапель «Spot on» від бліх та кліщів. Beaphar стала однією з найперших компаній, яка зареєструвала цей тип захисту від паразитів. У 1994 році відбулось злиття Beaphar з британською компанією Sherleys, яка є дочірнім підприємством великої швейцарської хімічної та фармацевтичної корпорації Ciba-Geigy (Novartis) і розпочала свою діяльність у Великій Британії. У 2000 році були створені дочірні компанії Beaphar Азія, Beaphar Польща і Beaphar Східна Європа (до складу увійшли Чехія, Словаччина і країни колишнього СРСР).
У 2007 році Beaphar приєдналась до британської компанії Sinclair, одного з лідерів у виробництві лікарських засобів для тварин. Обидві компанії (Sinclair і Beaphar Велика Британія) об'єднались і стали найбільшим виробником на ринку в своїй галузі. У 2008 році відкрито представництва Beaphar в Італії, Норвегії, офіси продажів Beaphar Біо в Угорщині та Beaphar Hellas в Греції. У 2009 році
Beaphar Велика Британія була удостоєна звання «Виробник року».
У 2014 році продукція Beaphar почала продаватися у більш ніж 80 країнах світу.

## Діяльність
Продукція Beaphar представлена у 86 країнах світу через мережу офіційних дистриб'юторів, а також через власну мережу офісів в Великій Британії, Польщі, Бельгії, Нідерландах, Німеччині, Чехії і Гонконзі.

## Продукція

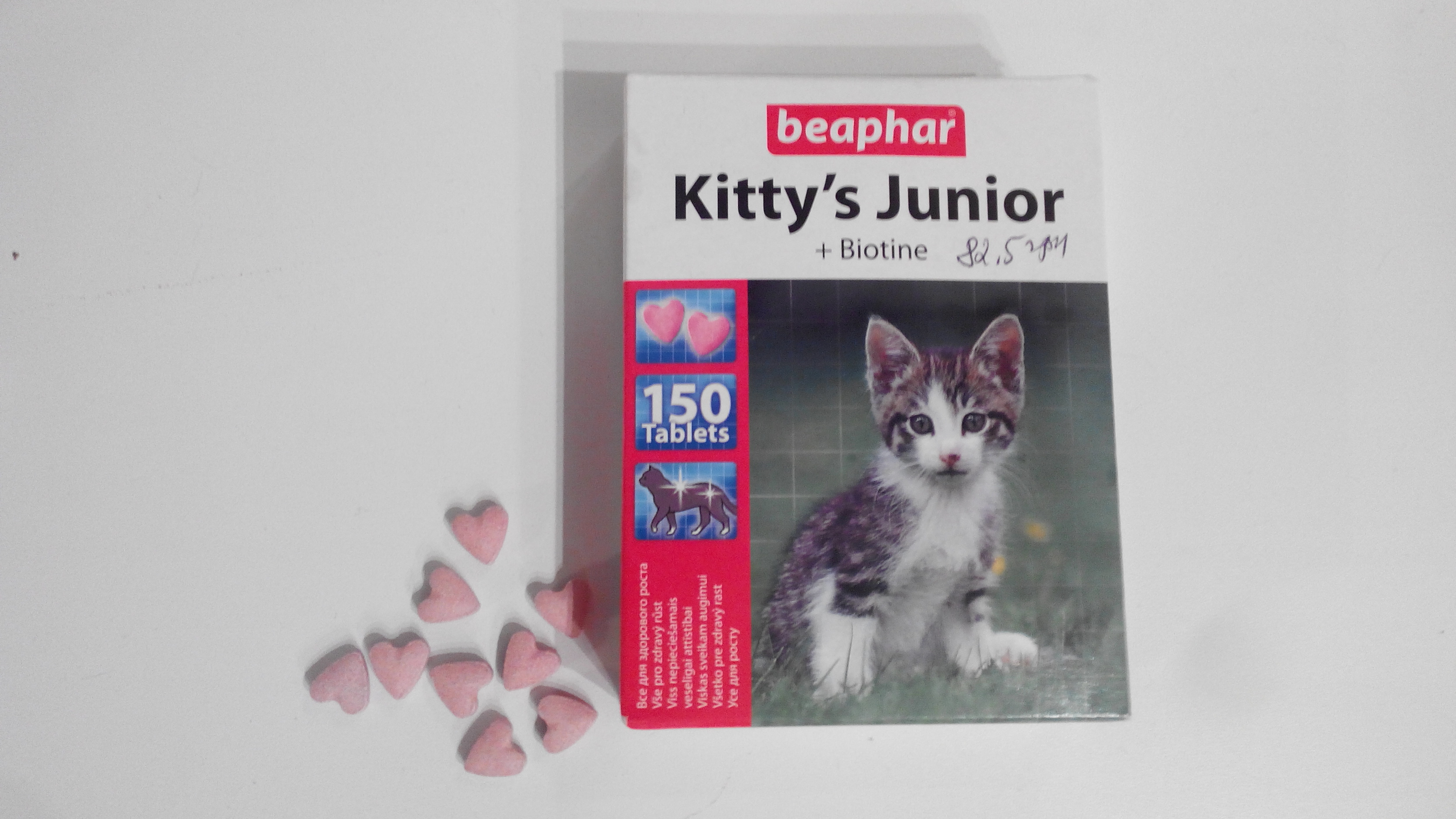
Вітамінізовані ласощі Kitty's Junior з біотином для здорового розвитку кошенят

Асортимент компанії налічує понад 800 найменувань продукції для домашніх тварин: собак, кішок, гризунів (кроликів, морських свинок, фреток, хом'яків, мишей, щурів, піщанок та ін.), риб, рептилій та птахів. 
Продукція включає:
- антипаразитарні засоби;
- вітамінно-мінеральні добавки та ласощі;
- профілактичні засоби;
- гігієнічні засоби;
- відлякуючі засоби;
- засоби з догляду за шкірою і шерстю.